# Міжгір'я (Шепетівський район)
Міжгі́р'я — село в Україні, у Білогірській селищній територіальній громаді Шепетівського району Хмельницької області. Населення становить 126 осіб.

## Історія
Колишня назва Волоське.

У книзі Олександра Цинкаловського «Стара Волинь і Волинське Полісся» про цей населений пункт зазначено: 
| | \| ВОЛОСЬКЕ, с, Острозький пов., село недалеко від р. Горинь, 9 км. від Острога. В кінці 19 ст. було там 42 дом. і 410 жит. Церква Покровська, дерев'яна, школа церк.-прих. від 1874 р. Село положене на врожайних, чорноземних ґрунтах, багато джерел. Селяни крім рільництва займаються огородництвом і годівлею бджіл. Колись село належало до кн. Острозьких (1577 р.)- В 1583 р. кн. Костянтин Острозький платив побір з цього села (Яблоновський, Волинь, 39, 71). В 1622 р. Анна Алоїза з Острозьких надала це село на забезпечення єзуїтського манастиря в Острозі. Після скасовання єзуїтів в 1771 р., село належало до росіян Антропових.[1] \| |
| ВОЛОСЬКЕ, с, Острозький пов., село недалеко від р. Горинь, 9 км. від Острога. В кінці 19 ст. було там 42 дом. і 410 жит. Церква Покровська, дерев'яна, школа церк.-прих. від 1874 р. Село положене на врожайних, чорноземних ґрунтах, багато джерел. Селяни крім рільництва займаються огородництвом і годівлею бджіл. Колись село належало до кн. Острозьких (1577 р.)- В 1583 р. кн. Костянтин Острозький платив побір з цього села (Яблоновський, Волинь, 39, 71). В 1622 р. Анна Алоїза з Острозьких надала це село на забезпечення єзуїтського манастиря в Острозі. Після скасовання єзуїтів в 1771 р., село належало до росіян Антропових. | |

7 (20) листопада 1917 року, відповідно до Третього Універсалу Української Центральної Ради, увійшло до складу Української Народної Республіки.
12 червня 2020 року, відповідно до розпорядження Кабінету Міністрів України № 727-р «Про визначення адміністративних центрів та затвердження територій територіальних громад Хмельницької області», увійшло до складу Білогірської селищної громади.
19 липня 2020 року, в результаті адміністративно-територіальної реформи та ліквідації Білогірського району, село увійшло до складу новоутвореного Шепетівського району.

## Населення
За переписом населення України 2001 року в селі мешкало 198 осіб.
У 2020 році чисельність населення становила ▼126 осіб.

## Галерея

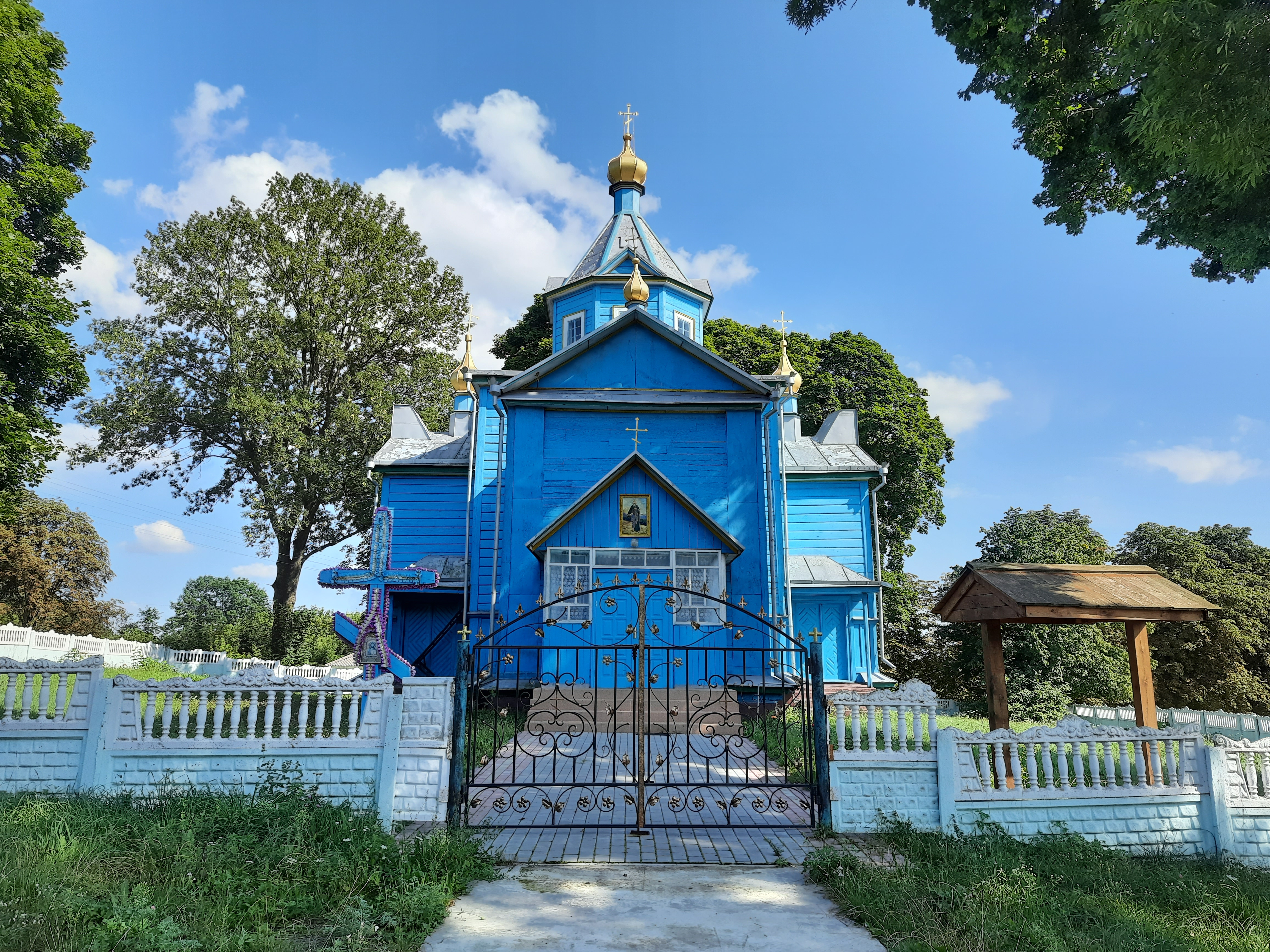
Церква Івана Богослова
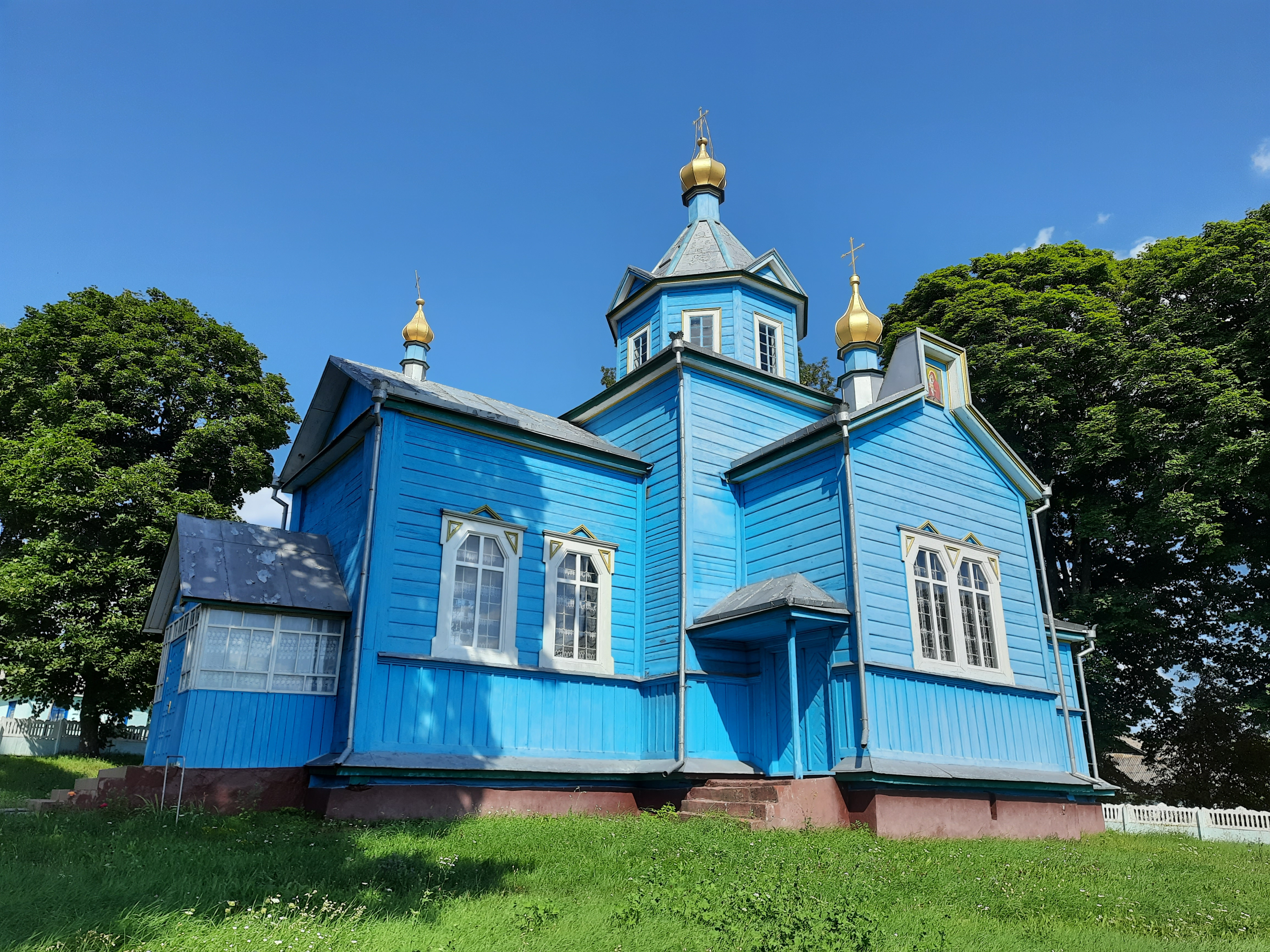
Церква Івана Богослова
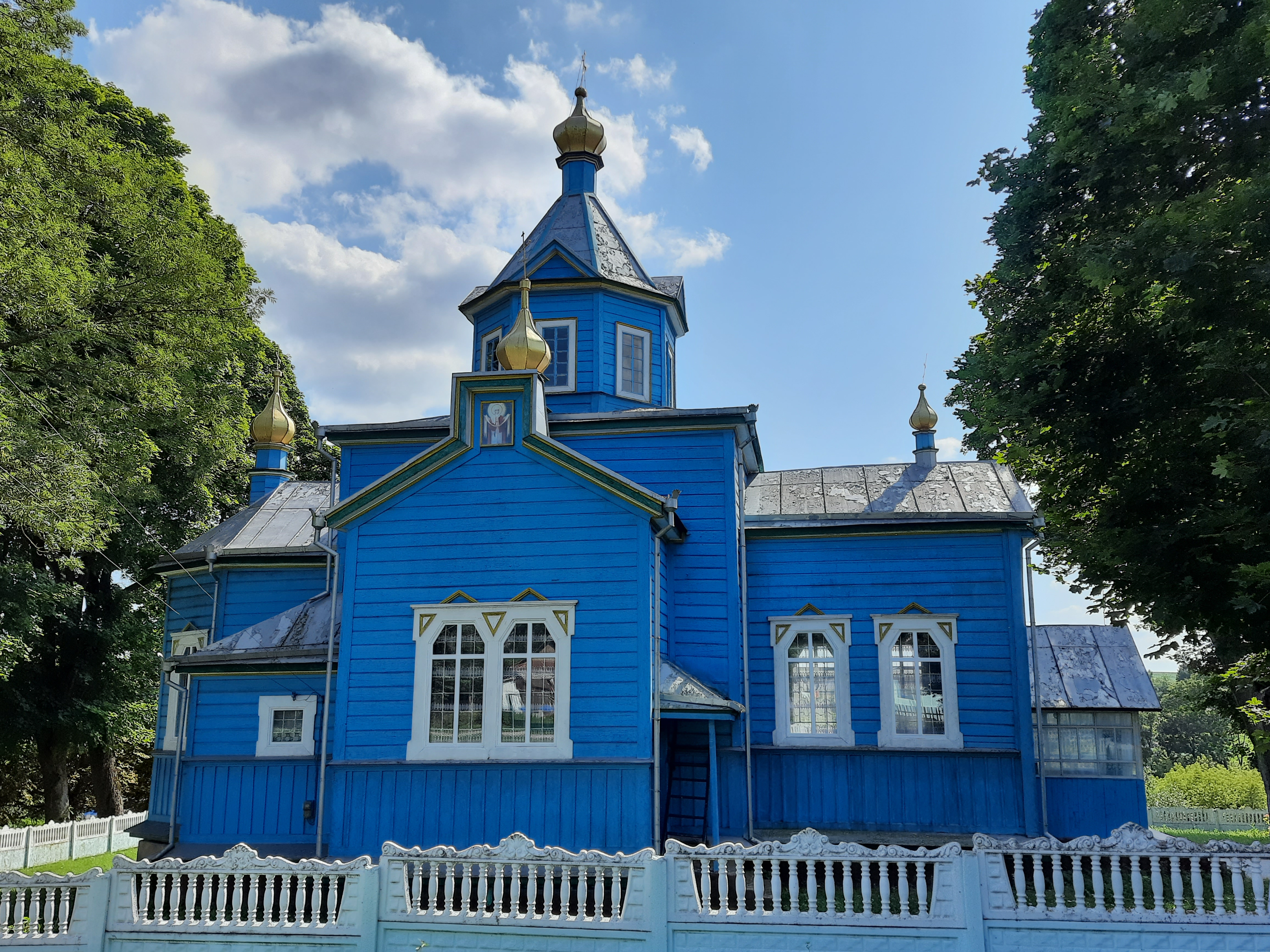
Церква Івана Богослова
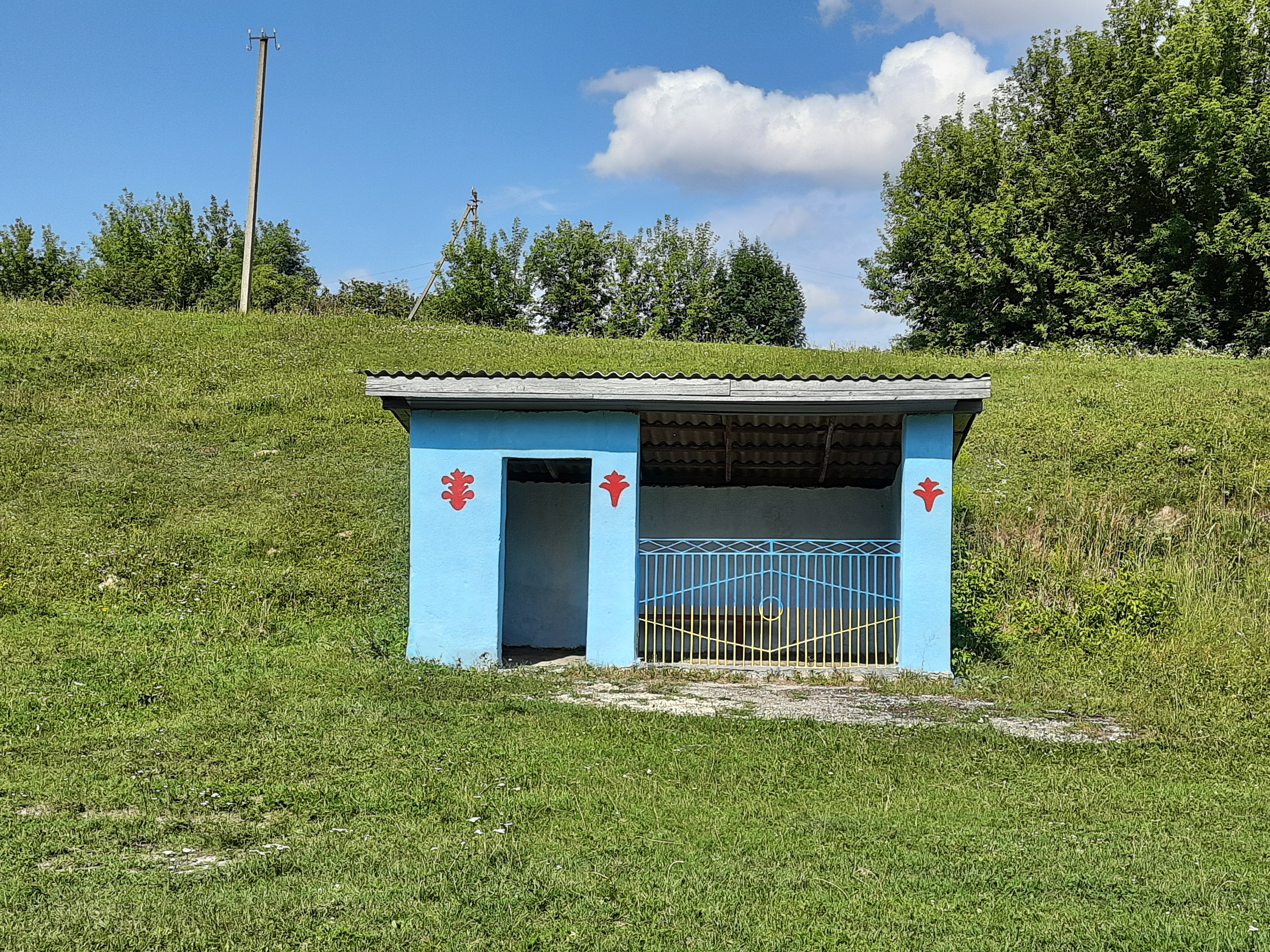
Автобусна зупинка